# Cenová diskriminace
Cenová diskriminace je cenová mikroekonomická strategie, kdy výrobce nebo prodejce nabízí stejné nebo velmi podobné produkty na různých trzích za různé ceny, za účelem maximalizace zisku. Cenová diskriminace se odlišuje od diferenciace produktu většími rozdíly v produkčních nákladech pro produkty s různými cenami, které s v této strategii objevují. Cenové rozdíly spoléhají na rozdílnou výši ceny, kterou jsou zákazníci ochotni zaplatit a na elasticitu jejich poptávky. Projevem může být poskytování slev nebo naopak zvyšování cen určitým skupinám zákazníků.
Pojem „diferenciální tvorba cen“ se používá pro popis postupu, kdy prodávající účtují různé ceny za stejnou kvalitu a množství výrobků různým kupujícím, ale může také popisovat kombinaci cenové i produktové diferenciace. Další pojmy používané k odkazování na cenovou diskriminaci jsou například spravedlivé určování ceny, preferenční určování ceny, dvojité určování ceny, odstupňované určování ceny.
Všeobecně uznávaná klasifikace cenové diferenciace vznikla ve 20. letech 20. století:
- Individuální určování ceny (nebo také první stupeň cenové diskriminace) – prodej každému zákazníkovi za jinou cenu; tento postup se také nazývá marketing jednoho na jednoho. Ideální podoba je nazývaná dokonalá cenová diskriminace, přičemž každý zákazník zaplatí nejvyšší cenu, kterou je ochoten za daný produkt či službu dát.

- Různé verze produktu (nebo také druhý stupeň cenové diskriminace) – nabízení kolekce produktů, přičemž výrobce vytvoří trochu rozdílné produkty za účelem diferenciace ceny. Nazývané také vertikální linie produktů.

- Skupinové určování ceny (nebo také třetí stupeň cenové diskriminace) – rozdělení trhu na části, přičemž prodejce naúčtuje každé části trhu jinou cenu (stejnou cenu každému členovi dané části trhu). Tento typ představuje zjednodušení problému diferenciace cen, neboť je extrémně těžké určit každému zákazníkovi jinou cenu (především pro nedostatek informací, ale i kvůli časovým důvodům). Typickými příklady jsou studentské nebo seniorské slevy.

## Podstata cenové diskriminace
V teoretickém fungování trhu s dokonalými informacemi, dokonalými substituty a bez jakýkoliv transakčních nákladů, nebo zákazu sekundárního prodeje, pro předejití arbitráže, se může cenová diskriminace vyskytovat pouze v monopolních a oligopolních trzích, kde může být uplatňována síla trhu. Jinak v momentě, kdy by se obchodník pokusil prodat stejné zboží za rozdílné ceny, by obchodník s nižší cenou mohl pomocí arbitráže prodat zboží zákazníkovi kupujícímu za vyšší cenu, s malou slevou. Nicméně různorodost produktu, nahodilost trhu nebo vysoké fixní náklady (které z dlouhodobého hlediska činí stanovení cen z mezních nákladů neudržitelnými) umožňují diferenciaci cen různým zákazníkům i v plně konkurenčním maloobchodním nebo průmyslovém trhu. Nejčastějším důvodem cenové diskriminace je tedy odlišná úroveň příjmů a odlišná úroveň informovanosti jednotlivých skupin zákazníků na trhu.
Efekty cenové diskriminace na sociální efektivnost jsou nejasné. Může dojít k rozšíření výroby, pokud je cenová diskriminace velmi efektivní. I pokud objem výroby zůstává stejný, může díky cenové diskriminaci dojít ke snížení efektivity mylnou alokací produktů či služeb mezi spotřebiteli.
Cenová diskriminace vyžaduje segmentaci trhu a nějaké prostředky k odrazení zákazníků se slevou od přeprodeje zboží s nižší cenou. Je tedy nutné odlišné skupiny zákazníků držet oddělené a ztížit tak srovnávání cen, nebo omezit informace o cenách. Těmto překážkám nastaveným prodejci se říká cenové zdi. Cenová diskriminace je tak velmi obvyklá v odvětvích, kde přeprodej produktu či služby není možný. Příkladem jsou slevy pro studenty. Studenti teoreticky dostávají nižší ceny na určitý produkt nebo službu než ostatní za to, že jsou studenti, ale později to nemohou přeprodat, protože tyto slevy mohou být využívány pouze daným studentem. Dalším příkladem cenové diskriminace je duševní vlastnictví, vynucené zákonem a technologiemi. Na trhu s DVD, právo vyžaduje, aby DVD přehrávače byly navrženy s hardwarem nebo softwarem, který zabraňuje levnému kopírování.
Cenová diskriminace může být také spatřena u zboží, u kterého jsou mírnější nároky na to, aby bylo identické. Například takzvané prémiové produkty (obsahující poměrně obyčejné produkty jako je například cappuccino oproti normální kávě s mlékem) mají rozdílnou cenu, která není odůvodněna výrobní cenou. Někteří ekonomové tvrdí, že toto je forma cenové diskriminace, při které je zákazníkům poskytnut prostředek (nabídnutí prémiového produktu) k odhalení jejich ochoty zaplatit více za určitý produkt. 
Z ekonomického hlediska tato strategie umožňuje jak zvýšení zisku prodejce, tak zvýšení všeobecného ekonomického blahobytu. V konečném důsledku totiž mohou být určité statky zpřístupněny i skupinám spotřebitelů, kteří by si je za jiných okolností (v případě fixní jednotné ceny) nekoupili. Cenová diskriminace, tak může částečně odstraňovat důsledky nedokonalé konkurence, která ji umožňuje.
Cenová diskriminace bývá často chápána jako jednání odporující dobrým mravům a porušení rovnosti v zacházení se zákazníky. Toto porušení rovnosti ale není opodstatněné, neboť kupující se odlišují v preferencích a důchodech a vnímaná subjektivní hodnota je také odlišná. Pokud tedy cenovou diskriminaci označíme jako odporující dobrým mravům, říkáme rovněž, že dobrým mravům odporují slevy pro studenty a důchodce (doprava, kultura, atd.).

## Podmínky umožňující vznik cenové diskriminace
- Trh musí být nedokonalý[3] – Poptávková funkce po službě nebo zboží konkrétního dodavatele musí být klesající
- Alespoň dvě skupiny spotřebitelů na trhu[3] – Na trhu musí existovat alespoň dvě skupiny spotřebitelů, kteří mají odlišné poptávkové funkce (tj. ochotu platit). Obvykle jde o skupiny lidí lišících se výší svých důchodů (cizinci × místní obyvatelé, ekonomicky aktivní × neaktivní lidé). Prodávající musí být schopen tyto skupiny rozeznat. Mezi subjekty jednotlivých skupin nesmí probíhat žádná forma spolupráce.
- Prodávající musí být schopen účtovat dvojí cenu[3]

Existují dvě podmínky, které musí být splněny, aby systém cenové diskriminace mohl fungovat. Nejprve musí být firma schopna identifikovat tržní segmenty na základě jejich cenové elasticity v případě poptávky a zadruhé musí být podniky schopny tento systém prosadit. Například letecké společnosti běžně provozují cenovou diskriminaci tím, tím že účtují vysoké ceny zákazníkům s poměrně nepružnou poptávkou – např. obchodním cestujícím – a naopak nabízí slevy pro turisty s relativně vysokou elasticitou poptávky. Letecké společnosti prosazují tento systém prostřednictvím strategie „žádný přeprodej letenek“, která zabraňuje turistům zakoupit si letenku za zvýhodněnou cenu a následně ji prodat obchodnímu cestujícímu (jednán se o tzv. arbitráž). Letecké společnosti musí také zabránit tomu, aby si obchodní cestující přímo kupovali zlevněné letenky. Toho letecké společnosti dosahují tím, že nákup zlevněných letenek podmiňují požadavkem na nákup letenek v předstihu nebo požadavkem na minimální délku pobytu, tj. podmínkami, které jsou pro průměrného obchodního cestujícího obtížné splnit.

## Druhy cenové diskriminace

### Odstupňování ceny
(multi-part pricing) je specifický druh cenové diskriminace. Jde o metodu, pomocí které se prodávající snaží odčerpat veškerý přebytek spotřebitele. Tuto metodu nesmíme zaměnit s poskytováním množstevních slev, kdy jde spíše o snížení jednotkových nákladů spojených s velkých odběrem.

### Cenová diskriminace 1. stupně
Pro uplatnění prvního stupně diskriminace je nutné, aby monopolní prodejce znal maximální cenu (také rezervní cena), kterou je každý zákazník ochoten zaplatit. Ve chvíli, kdy tuto cenu zná, může každý kus zboží či služby prodat každému zákazníkovi zvlášť za nejvyšší cenu, kterou je ochoten zaplatit, a tím tak přeměnit přebytek spotřebitele na svůj výdělek. Výdělek se tak rovná přebytku spotřebitele i výrobce. Mezní zákazníci jsou ti, jejichž rezervní cena se rovná mezní výrobní ceně produktu. Prodejce tak prodá více zboží, než by prodával při monopolním prodeji bez cenové diskriminace, což znamená, že nedochází k tvoření mrtvé ztráty. Příkladem mohou být trhy, kde spotřebitelé činí cenové nabídky na různé produkty. V těchto případech může docházet k podvodným nabídkám, což snižuje efektivnost trhu.
Jedná se o situaci spíše teoretickou, jelikož v praxi je téměř nemožné, aby prodávající znal maximální cenu, kterou je spotřebitel ochoten zaplatit. V případě, kdyby tuto informaci znal, ji nelze považovat za příliš relevantní, jelikož zájmem spotřebitele je, aby byla cena co možná nejnižší.

### Cenová diskriminace 2. stupně
V druhém stupni cenové diskriminace, se liší cena podle požadovaného množství statku. Při nákupu většího množství vychází cena za jeden produkt levněji. Tento typ diskriminace je rozšířen především v průmyslovém odvětví, kde velkoobchodníci dostávají větší slevy. Čím větší množství spotřebitel odebírá, tím je cena, za jednotku nakupovaného zboží nižší. Prodávající tak získává část přebytku spotřebitele
Prodejci nejsou schopní se navzájem odlišit při nabídkách produktů odlišným zákazníkům, a tak pobízej zákazníky, aby se odlišili podle preference, a to buď v podobě množstevních slev nebo nelineárního stanovování cen. Toto umožňuje prodejcům nastavit rozdílné ceny různým druhům zákazníků a zachytit tak větší množství spotřebitelů.
Ve skutečnosti rozdíl cen může kromě kvantity ovlivňovat i rozdílná kvalita produktů. Například letecké společnosti nabízí letenky do různých tříd, přičemž v první třídě dostanou zákazníci v ceně letenky víno, pivo a likéry a v ekonomické dostanou jen vodu nebo džus. Tímto způsobem letecké společnosti rozdělují zákazníky do skupin podle jejich preference a mohou tak zaujmout větší lidí na trhu.

### Cenová diskriminace 3. stupně
Třetí stupeň cenové diskriminace rozděluje zákazníky do různých spotřebitelských skupin. Spotřebitelé bývají rozděleni podle jejich poptávkové křivky. Cena je pak stanovována každé skupině zvlášť. Například vlak a metro rozděluje své zákazníky na pravidelné a občasné cestující, v kině jsou rozdělováni na děti a dospělé, přičemž některá kina nabízejí slevy i studentům a seniorům. Rozdělení trhu na „peak“ a „off peak“ použití je velmi časté a dochází k tomu například u elektřiny, plynu a u telefonních služeb, ale také například v posilovnách nebo na parkovištích. Některá parkoviště účtují podstatně nižší cenu za parkovné těm, kteří přijedou o hodně dřív než většina ostatních.
(Některé případy nejsou čistě cenovou diskriminací, protože odlišná cena se odvíjí od ceny výrobní: dodávky elektřiny nebo poskytnutí parkovacích míst je podstatně levnější mimo „špičku“. Motivování zákazníku, aby služby využívaly mimo „špičku“ se dělá pro snížení nákladů i zvýšení zisku.)
Příkladem jsou zvláštní ceny pro seniory, studenty, rodiny s dětmi atd. Např. student má jistě jinou maximální cenovou hladinu, než běžně pracující člověk, který je bezdětný.

### Cenová diskriminace 4. stupně
Některé zdroje uvádí ještě čtvrtý stupeň cenové diskriminace. Tento stupeň se vyznačuje, stanovením stejných cen pro různé spotřebitele, avšak vzniká zde rozdíl v nákladech, které se ke spotřebitelům vztahují.
V případě čtvrtého stupně cenové diskriminace, nenese náklady spotřebitel, ale prodejce, proto jí též označujeme jako reverzní cenovou diskriminaci.

### Kombinace
Tyto typy se navzájem nevylučují. Firma tedy může měnit ceny podle lokality a zároveň nabízet slevy velkoobchodům. Letecké společnosti používají několik různých druhů cenové diskriminace, mezi které patří:
- Slevy pro cestovní kanceláře a předprodejce
- Slevy za zvýšené prodeje pro cestovní agenty a velké firmy
- Sezónní slevy, bonusy za dobré prodeje a rozdílné ceny podle lokalit. Například cena za letenku ze Singapuru do Pekingu se může o dost lišit podle toho, jestli letenku koupíte v Singapuru, nebo Pekingu (nebo v New Yorku či na jiné lokalitě)
- Zlevněné letenky, které vyžadují včasnou koupi a pobyt přes víkend. Tyto slevy mají vyloučit obchodníky, kteří většinou cestují přes týden a kupují si letenky těsně před odletem.
- První stupeň cenové diskriminace založený na druhu zákazníka. Hotel nebo půjčovna aut mohou naúčtovat vyšší ceny zákazníkům, kteří jsou součástí věrnostního programu než veřejnosti.

## Moderní taxonomie
První/druhý/třetí stupeň taxonomie cenové diskriminace je podle Pigoua (Economics of Welfare, čtvrté vydání, 1932). Více informací najdete na modern taxonomy of price discrimination. Nicméně se tyto kategorie navzájem nevylučují. Ivan Prig (Managerial Economics, druhé vydání, 2002) navrhuje alternativní taxonomii:
- Celková diskriminace – kde každý zákazník zvlášť nakupuje až tam, kde se jeho marginální užitek rovná marginálním nákladům na jednotku produktu.
- Přímá segmentace – kde prodejce upraví ceny podle nějaké charakteristiky (například pohlaví nebo věk), která přímo rozdělí nakupující.
- Nepřímá segmentace – kde prodejce spoléhá na rozmanitou nabídku produktu (velikost balení, četnost používání, kupony), které nabízejí různé možnosti zákazníkům a tím je nepřímo rozdělí.

Toto seřazení – celková/přímá/nepřímá – je v sestupném pořadí výnosnosti a náročnosti na informace. Celková diskriminace je nejvíce výnosná a prodejce musí mít nejvíce informací o nakupujících. Nepřímá segmentace je nejméně výnosná a prodejce potřebuje nejméně informací o kupujících.

## Dvoudílný tarif
Dvoudílný tarif je další druh cenové diskriminace, při které výrobce naúčtuje poplatek za koupi produktu, a pak naúčtuje další poplatek za jeho použití. Příkladem jsou žiletky, kdy zaplatíme za koupi žiletky a poté platíme další peníze za náhradní nástavce. Tato strategie funguje, protože posouvá křivku poptávky doprava: jelikož už jsme zaplatili za žiletku, náhradní nástavce jsou pro nás levnější než kupovat znovu novou žiletku.

## Vysvětlení cenové diskriminace

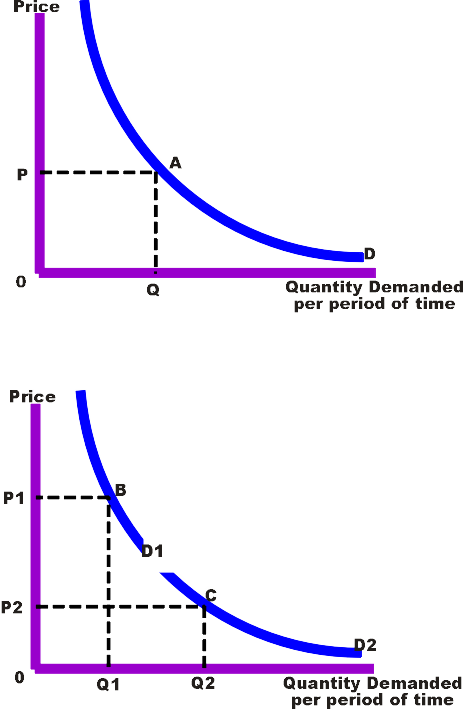
příjmy bez použití cenové diskriminace a s ní

Účel cenové diskriminace je většinou zachytit spotřebitelský přebytek. Spotřebitelský přebytek vzniká z toho důvodu, že pokud je jedna univerzální cena, někteří zákazníci (ti s nízkou elasticitou poptávky) by byli připravení zaplatit cenu vyšší, než je. Cenová diskriminace převádí část spotřebitelského přebytku na stranu prodejců/výrobců. Spotřebitelský přebytek nemusí existovat, například tam, kde je prodej pod cenou výhodný kvůli fixním nákladům nebo úsporám z rozsahu. Příkladem je vysokorychlostní připojení k internetu sdílené dvěma zákazníky v jedné budově. Jestli jeden je ochotný zaplatit méně než polovinu ceny a ten druhý je ochotný doplatit zbytek, ale není ochotný zaplatit celou cenu, pak je cenová diskriminace nezbytná k tomu, aby došlo ke koupi produktu.
Jde matematicky dokázat, že pokud firma čelí klesající poptávkové křivce, tak vždy dosáhne vyšších zisků, pokud uplatňuje cenovou diskriminaci než když uplatňuje strategii jedné ceny. Tento vztah se dá zobrazit i geometricky.
Na vyšším grafu, je jednotná cena (P) pro všechny zákazníky. Výše zisku je zobrazena v ploše P, A, Q, O. Spotřebitelský přebytek je v ploše nad úsečkou P, A, ale pod poptávkovou křivkou (D).
S cenovou diskriminací (spodní graf), je poptávková křivka rozdělená na dvě části (D1 a D2). Vyšší cena (P1) je naúčtovaná části s nízkou elasticitou poptávky a nižší cena (P2) je naúčtovaná části s vyšší elasticitou poptávky. Celkový zisk první části se rovná ploše P1, B, Q1, O. Celkový zisk druhé části se rovná ploše E, C, Q2, Q1. Součet těchto částí bude vždycky vyšší než plocha bez cenové diskriminace za předpokladu, že křivka poptávky se podobá hyperbole s jednotnou elasticitou. Čím více cen na jeden produkt, tím vyšší celkový zisk a tím více je zachycen spotřebitelský přebytek výrobcem/prodejcem.
Výše zobrazený graf vyžaduje první a druhý stupeň diskriminace: pravá část odpovídá částečně jiným lidem než levá část, ale částečně stejným lidem, kteří jsou ochotní koupit produktu více, pokud je levnější.
Pro prodejce, který chce uplatnit cenovou diskriminaci, je velmi užitečné určit si optimální cenu v každé části trhu zvlášť. To je zobrazeno v dalším grafu, kde každá část je považována za samostatný trh s vlastní poptávkovou křivkou. Jako obvykle optimální objem produkce (Qt) je určen průnikem křivky mezních nákladů (MC) s křivkou mezních příjmů pro celkový trh (MRt)

cenová diskriminace na různých trzích

Firma se rozhodne, jaký objem produktů prodávat na každém trhu tak, že se podívá na průnik mezních nákladů s mezními zisky (maximalizovaný zisk). Tento objem je pak rozdělen mezi výše zobrazenými dvěma trhy tak, aby byl výše mezního zisku v rovnováze. Optimální objemy výroby jsou tedy Qa a Qb. Z poptávkové křivky každého trhu můžeme určit cenu pro maximalizovaný zisk Pa a Pb.
Je důležité si uvědomit, že mezní zisk v obou trzích při optimálním objemu výroby se musí rovnat, jinak by firma mohla převést všechny produkty na ten trh, který nabízí vyšší mezní zisk.
Vzhledem k tomu, že trh 1 má cenovou elasticitu poptávky E1 a trhu 2, E2, optimální cena na trhu 1 versus na trhu 2 je:
P1/P2 = [1+1/E2]/[1+1/E2]

## Příklady cenové diskriminace

### Cenová diskriminace u maloobchodníků
Výrobci mohou prodávat své výrobky podobně situovaným maloobchodníkům za rozdílné ceny, které jsou nastaveny výhradně podle množství zakoupených výrobků:

#### Domácí trh
V rámci jedné země občané platí nižší ceny než cizinci. Tento případ je nazýván dvojí ceny. Toto se zejména týká zboží, které je dotováno státem, popřípadě státem přímo nabízené (dá se říci placené z občanských daní).
V zemích jako např. Švýcarsko, Finsko, Thajsko a Indie, si mohou občané koupit levnější lístky na městskou dopravu, které jsou dostupné jen jim. Často se můžeme setkat s tím, že mnoho zemí užívá rozdílné ceny vstupného do národních parků, muzeí parků a podobných institucí. Důvod, který se uvádí, je nutnost a potřeba vzdělávání vlastních občanů, plus jejich "národní" právo a mohou tedy využívat podobné instituce levněji, na rozdíl od cizinců, kteří platí vyšší vstupné.
Některá místa v Thajsku využívají též rozdílných podmínek vstupu pro rodilé Thajce a zahraniční turisty (např. Královský palác v Bangkoku mohou Thajci navštívit zdarma, cizinci ovšem platí). Podobný systém je zaveden i na Havajských ostrovech, kde místní mohou vyžívat speciální slevy. Další kategorií v USA jsou univerzity, kde domácí občané mají slevy na školné a konzultace, zatímco „přespolní“ musí platit plnou výši školného.

#### Cestovní ruch
Letecké a jiné cestovní společnosti pravidelně používají rozdílné nastavení cen, když současně prodávají cestovní produkty a služby různým segmentům na trhu. V tomto případě je nejběžnějším příkladem rozdělení lístků do různých cenových hladin, které s sebou nesou další omezení. Tato omezení zajišťují, že zákazníci koupí letenku/jízdenku za takovou cenu, jakou jim společnost předkládá. Například cestující obchodníci, kteří potřebují let přesně na určité datum a hodinu, často velmi narychlo a s flexibilním rychlým návratem, jsou ochotni zaplatit 300 USD za místenku z města A do města B, nemohou zakoupit lístek za 150 USD, protože tato rezervační třída vyžaduje určitou prodlevu mezi příjezdem a návratem, např.  přenocování ze soboty na neděli nebo předpokládá nákup lístku např. v předstihu 15 dnů.
V tomto příkladu „sedadlo“ není ve skutečnosti vždy stejný produkt. To znamená, že podnikatel, který si zakoupí jízdenku za 300 USD, je ochoten tak učinit výměnou za sedadlo v ranním vysoko poptávaném letu, za plnou návratnost nepoužité letenky, a za možnost přejít do kategorie první třídy, pokud je sedadlo k dispozici za minimální poplatek. Ve stejném letu jsou ale i cenově-citliví cestující, kteří nejsou ochotni zaplatit 300 USD, ale jsou ochotni létat s lety s nižší poptávkou (letenky zrušené hodinu před letem) nebo přes přestupní město (nikoliv nepřetržitý let), a kteří jsou ochotni se vzdát náhrady.
Na druhou stranu může letecká společnost nastavovat rozdílné ceny za „stejné sedadlo“ v průběhu času, např. snižováním ceny za předčasnou nebo pozdní rezervaci (bez změny jakýchkoli jiných podmínek jízdného). To by mohlo představovat možnost arbitráže, pokud nebude existovat žádné omezení pro další prodej. Nicméně, změnám jmen cestujících je zpravidla zabráněno nebo jsou finančně potrestány na základě smlouvy.
Podobně cestovní kanceláře nabízejí programy jako "last-minute" pro zákazníky, kteří jsou ochotni se sami přizpůsobit produktu pro získání výhodnější ceny. Zákazníci méně citliví na cenu si zájezd koupí dopředu za plnou cenu, přesně podle svých priorit.
Od doby, kdy letecké společnosti často nabízejí lety s přestupy a zákazníkům předloží až celkovou cenu letenky bez rozepsání jednotlivých částí, soupeření o sedadla v letadlech náhle nabylo nových rozměrů. Lidé letící z města A do města B soupeří s lidmi, kteří letí z města A do města C, ale skrze město B. Je to z důvodu, že ceny letenek se mohou lišit a například pokud se člověk chce dostat do města B, nakonec ho vyjde výhodněji, pokud pojede teoreticky delší let do města C, ale vystoupí v bodě B a nepojede dál. To je jeden z důvodů, proč letecké společnosti používají technologii správy výnosů, která určuje počet míst, která mají být přidělena cestujícím letícím z města A do B, pasažérům cestujícím z místa B do C a cestujícím letící z místa A skrz místo B až do města C. Letenky jsou pak prodávány za různé ceny a s různými požadavky.
S nárůstem používání internetu a nízkonákladových aerolinií se průhlednost stanovování ceny letenek stala mnohem více výraznou. Cestující totiž zjistili, že v dnešní době není obtížné porovnávat ceny letenek mezi různými lety nebo různými leteckými společnostmi. Tento proces následně napomohl vyvíjet tlak na letecké společnosti, aby ceny letenek snížily. Mezitím, hospodářský pokles následující po teroristickém útoku z 11. září 2001 v USA, obchodní cestující a firemní kupci dali leteckým společnostem jasně najevo, že nebudou kupovat letenky v takových sazbách, které jsou dostatečně vysoké na to, aby dotovaly nižší jízdné pro nepodnikatele. Tato snaha se nakonec uskutečnila, neboť obrovské množství obchodních cestujících nakupuje letenky pouze v ekonomické třídě pro pracovní cesty.
Podobně cestovní kanceláře nabízejí programy jako "last-minute" pro zákazníky, kteří jsou ochotni se sami přizpůsobit produktu pro získání výhodnější ceny. Zákazníci méně citliví na cenu si zájezd koupí dopředu za plnou cenu, přesně podle svých priorit.
Samozřejmě se v průběhu roku také objeví slevy na jízdenky na vlak, na což můžeme nahlížet jako na společnou jízdu autem, kdy si cenu za jízdu rozdělíme a díky tomu budeme cestovat stejně výhodně.  

#### Slevové programy, bonusové karty
Různé "výhodné" programy, které nabízejí hypermarkety a řetězce obchodů mají za úkol hlavně sledovat zákazníka. Zákazník, který se takového programu dobrovolně zúčastní je pravděpodobně náchylnější na prodejní cenu – motivace ušetřit. Při používání slevové karty je obchod schopen sledovat jaké zboží zákazník nejvíce kupuje, případně jaká je limitní cena, kdy si dané zboží koupil. Po získání informací pak řetězce přistupují k individuálnímu poskytování slevových kuponů, které často kopírují vysledovanou hranici, kdy zákazník daný produkt kupuje. Bonusem pak je to, že zákazníka dostanou do obchodu, kde jistě koupí i něco navíc.

#### Kupony
Využívání kupónů v maloobchodě je pokus odlišit zákazníky na základě jejich rezervních cen. Předpokládá se, že lidé, kteří mají problémy se sbíráním kupónů, jsou cenově citlivější než ti, kteří problémy nemají. Tudíž poskytování kupónů umožňuje například výrobcům cereálií účtovat vyšší ceny zákazníkům, kteří nejsou cenově citliví, a přitom mít stále nějaký zisk od zákazníků, kteří jsou cenově více citliví.

#### Prémiové ceny
U určitých produktů mají prémiové produkty stanoveny cenu na úrovni (ve srovnání s „běžnými“ nebo „ekonomickými“ produkty), která výrazně překračuje mezní výrobní náklady. Například kávový řetězec, jako např. Starbucks, může nastavit cenu běžné kávu na 1 dolar, naopak prémiovou kávu na 2,50 dolarů (kde příslušné výrobní náklady mohou činit 0,90 dolaru a 1,25 dolaru). Ekonomové, jako například Tim Harford ve své knize „The Undercover Economist,“ tvrdí, že jde o druh cenové diskriminace: poskytováním možnosti volby mezi běžným a prémiovým produktem, jsou spotřebitelé požadováni, aby se pokusili odhadnout svůj stupeň ochoty platit, za srovnatelné produkty. Podobné metody se používají například při stanovování cen letenek business třídy a prémiových alkoholických nápojů.
Tento efekt může vést (zdánlivě) k podnětům, které mají nezamýšlené a nežádoucí výsledky pro výrobce. Pokud např. potenciální zákazníci „business“ třídy zaplatí velký cenový rozdíl pouze tehdy, jsou-li sedadla ekonomické třídy nepohodlná, ačkoli jsou zákazníci ekonomické třídy citlivější na cenu než na pohodlí, mohou mít letecké společnosti značné podněty, aby záměrně proměnili sezení v ekonomické třídě v nepříjemné. V případě kávy, restaurace může získat větší hospodářský zisk tím, že zřídí nekvalitní běžnou kávu. Zisky jsou totiž z rozprodávání kávy pro prémiové zákazníky vyšší, než jsou ztráty od zákazníků, kteří odmítají kupovat levnou, ale nekvalitní kávu. V takových případech by míra sociálního užitku měla rovněž představovat "ztracený" užitek pro spotřebitele běžného produktu, ačkoli určení velikosti této ušlé výhody nemusí být proveditelné.

#### Segmentace podle věkové skupiny, statusu studenta, etnického původu a občanství
Mnoho kin, zábavních parků, turistických atrakcí a dalších míst má různé vstupní ceny na segment trhu: typické seskupení je mládež/děti, studenti, dospělí, senioři, místní a cizinci. Každá z těchto skupin má obvykle velmi odlišnou poptávkovou křivku. Děti, studenti a důchodci mají obvykle nižší disponibilní příjem. Cizinci jsou oproti místním vnímáni jako bohatší, a proto jsou schopni za zboží a služby zaplatit mnohem více – někdy to může být dokonce i 35krát tolik. Stánkaři a poskytovatelé veřejné dopravy z tohoto důvodu často trvají na vyšších cenách za své zboží a služby při jednání s cizinci (někdy nazývané "White Man Tax"). Některé zboží – například bydlení – může být nabízeno za nižší ceny pro určité etnické skupiny.

#### Slevy pro členy určitých povolání
Některé podniky mohou nabízet snížené ceny lidem určitých povolání, jako například učitelům, policii nebo vojenskému personálu. Kromě zvýšeného prodeje směřovaného na danou cílovou skupinu profitují firmy z výsledné pozitivní propagace vedoucí ke zvýšení prodeje u široké veřejnosti.

#### Maloobchodní pobídky
Zvýšení podílu na trhu nebo zvýšení výnosů na maloobchodní úrovni může být dosaženo různými metodami jako např. slevovými kupóny, množstevními slevami, sezónními slevami anebo slevami pro časté pro kupující.

#### Motivace pro odběratele v průmyslovém odvětví
Existuje mnoho způsobů, jak motivovat velkoobchodníky nebo průmyslové odběratele. Tyto metody mohou být poměrně zacílené, neboť jsou navrhovány za účelem vyvolání určitých aktivit, jako například jsou častější a pravidelnější nákup, nákup většího množství výrobku nebo na nákup nových výrobků spolu s již zavedenými výrobky atd. Mohou být také navrženy tak, aby snížily administrativní a finanční náklady na zpracování každé transakce. Existují tak hromadné slevy, zvláštní ceny pro dlouhodobé zákazníky nebo slevy na zboží s vysokou poptávkou, které motivují k nákupu zboží s nižší poptávkou, množstevní rabaty a mnoho dalších metod. To pak může pomoci k vytvoření vztahů mezi zúčastněnými firmami.

#### Gendrová diskriminace – příklady
Genderová cenová diskriminace spočívá v nabídce stejných nebo podobných služeb a produktů, mužům a ženám, za rozdílné ceny, přestože náklady na výrobu těchto výrobků a služeb jsou stejné. Ve Spojených státech byla cenová diskriminace založená na pohlaví jedním z hlavních témat diskusí. V roce 1992 provedlo „The New York City Department of Consumer Affairs“ ("DCA") výzkum na téma "cenová předpojatost vůči ženám na trhu." Šetření DCA dospělo k závěru, že ženy zaplatily více peněz než muži u prodejců ojetých automobilů, v čistírnách oděvů a v kadeřnických salonech. Díky tomuto výzkumu DCA zaměřeném na rozdílné stanovování cen z hlediska pohlaví  se národní pozornost v New Yorku zaměřila na téma cenové diskriminace založené na pohlaví a jaký finanční dopad má tato diskriminace pro ženy.  
U spotřebního zboží nejsou rozdílné ceny stanovované explicitně na základě pohlaví kupujícího, nýbrž implicitně používáním odlišných obalů, názvů nebo barevným laděním výrobků, které mají přilákat pozornost spotřebitelů ženského nebo mužského pohlaví. V mnoha případech, kdy je výrobek uváděn na trh za účelem, aby se stal atraktivním dárkem ke koupi, může být pohlaví kupujícího odlišné od pohlaví toho, který dar nakonec dostane.
V roce 1995 „California Assembly’s Office of Research“ zkoumal problematiku genderové cenové diskriminace v oblasti služeb a odhadl, že ženy skutečně ročně zaplatí "daň z pohlaví" ve výši přibližně 1 351 dolarů za stejné služby jako muži. Bylo rovněž odhadováno, že ženy během svého života utratí o tisíce dolarů více než muži za nákup podobných výrobků. Například před přijetím zákona o ochraně pacientů a cenově dostupné péči (“Affordable Care Act”), zdravotní pojišťovny účtovaly ženám vyšší pojistné za jednotlivá zdravotní pojištění než mužům. Podle zákona „o cenově dostupné péči“ jsou zdravotní pojišťovny nyní povinny nabízet stejnou prémiovou cenu všem žadatelům stejného věku a geografického prostředí bez ohledu na pohlaví. Nicméně neexistuje žádný federální zákon zakazující genderově založenou cenovou diskriminaci při prodeji výrobků. Několik měst a států však přijalo právní předpisy zakazující cenovou diskriminaci na základě pohlaví vztahující se k prodeji produktů a služeb.
V Evropě je pojištění motorových vozidlech historicky vyšší u mužů než u žen, což je přístup, který se pojišťovny snaží ospravedlnit rozdílnou úrovní rizika. Evropská unie tento přístup již zakázala; nicméně existují důkazy, že je nahrazován "proxy diskriminací," tj. diskriminací na základě faktorů, které silně souvisí s pohlavím: např. vyšší pojistné pro stavebníky než pro porodní asistentky.

#### Mezinárodní cenová diskriminace
Stává se, že farmaceutické společnosti nabízí identické léky zákazníkům žijícím v bohatších zemích za mnohem vyšší cenu než zákazníkům ze zemí chudších, jako je tomu v případě prodeje antiretrovirových léků v Africe. Protože kupní síla afrických spotřebitelů je mnohem nižší, prodeje by bez cenové diskriminace byly velmi limitované.  Schopnost farmaceutických společností udržet cenové rozdíly mezi zeměmi je často buď posilována nebo omezována vnitrostátními zákony a nařízeními o lécích nebo jejich nedostatkem.  
Dokonce i on-line prodej nehmotného zboží, které nemusí být dopravně převáženo, se může měnit podle zeměpisné polohy kupujícího.

#### Stanovení cen pro studenty a školy
Firmy často nabízí zlevněné zboží a software studentům a fakultám v rámci škol a univerzit. Ty pak mohou být označeny jako verze pro studenty a školy, ale fungují stejně jako software prodávaný v maloobchodě za plnou cenu. Studentské verze nejdražších softwarových sad mohou být nabízeny zdarma nebo za ceny výrazně nižší, než jsou maloobchodní ceny standardních verzí. Některé studentské verze softwarů mohou mít odlišná pravidla k používání než maloobchodní verze; studentské verze obvykle neumožňují jejich využití pro výdělečnou činnost nebo po uplynutí doby platnosti licence dané počtem měsíců. Nabídka studentských verzí má znaky „prvotní nabídky“, což znamená, že zisky od zákazníka studenta mohou částečně pocházet z podoby budoucího „neakademického“ prodeje v důsledku znalosti prodejce.

#### Klouzavá stupnice poplatků
Klouzavé poplatky jsou takové poplatky, kdy se různým zákazníkům účtují různé ceny na základě jejich příjmu, ten je používán jako náhrada za jejich ochotu nebo schopnost platit. Například některé neziskové právnické firmy účtují zákazníkům poplatky na klouzavé stupnici na základě jejich příjmů a velikosti rodiny. Klienti, kteří platí vyšší cenu v horní části stupnice poplatků, tak subvencují klienty ze spodní části poplatkové stupnice. Toto rozdílné stanovování cen umožňuje neziskovým organizacím obsloužit více zákaznických segmentů trhu, než by mohly v případě, že by měly stanovenu pouze jednu cenu.

#### Svatby
Zboží a služby pro svatby jsou někdy nabízeny za vyšší ceny než stejné zboží pro běžné zákazníky.

## Cenová diskriminace řízená uživatelem
Zatímco tradiční teorie cenové diskriminace obecně předpokládá, že ceny jsou stanoveny prodávajícím, existuje i jiná varianta, ve které jsou ceny stanoveny kupujícím, například v podobě „zaplať, kolik chceš,“ což je strategie, kdy kupující zaplatí požadovanou částku za dané zboží, ale v některých případech může být uvedena pouze minimální nebo doporučená cena. Takováto uživatelsky řízená cenová diskriminace využívá podobnou schopnost přizpůsobit se různým křivkám poptávky nebo individuálním cenovým citlivostem a může se tak vyhnout negativnímu vnímání cenové diskriminace jako když je ze strany prodávajícího.